# 水晶宮國家體育中心

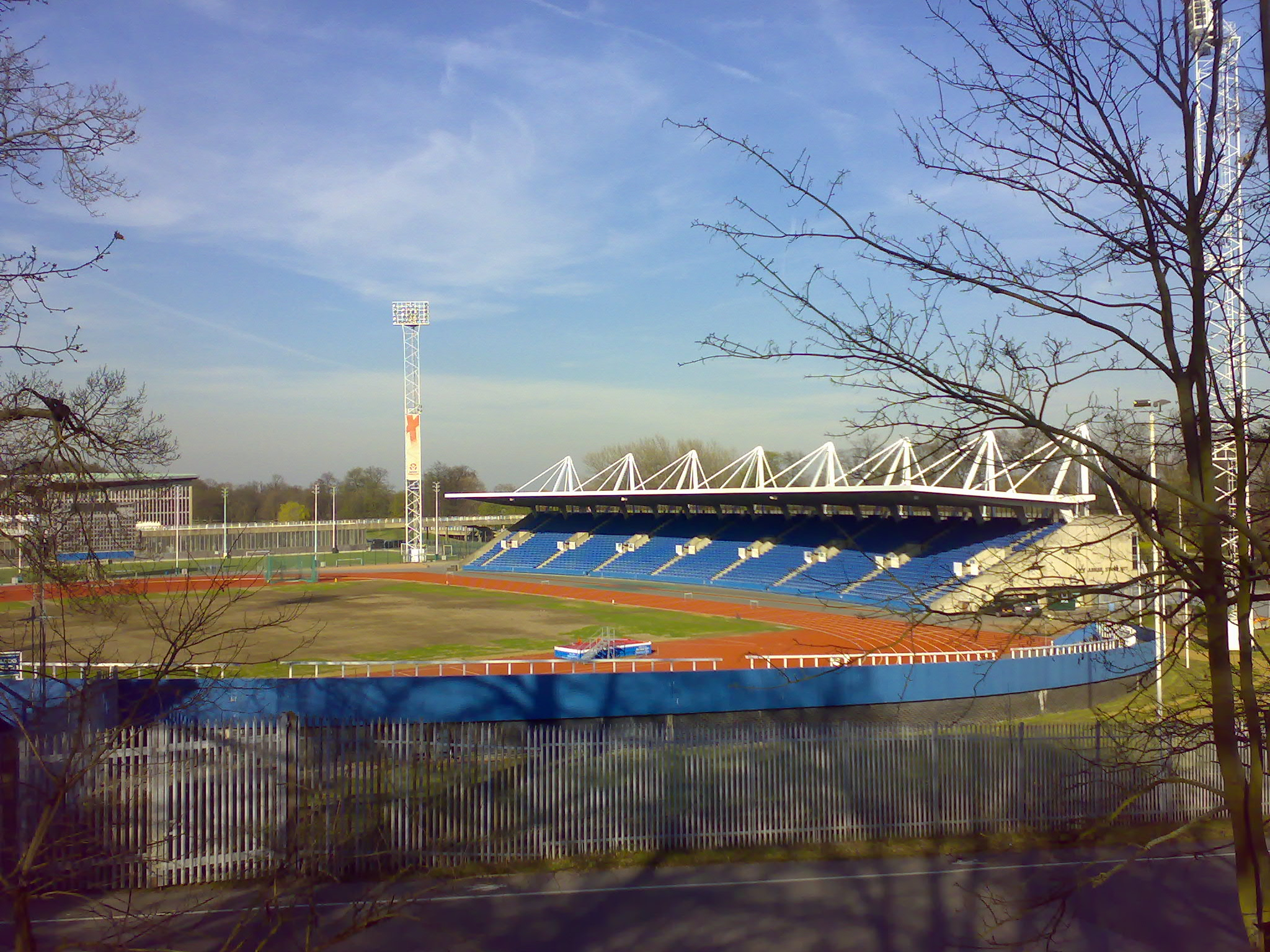
國家體育中心

國家體育中心（National Sports Centre）位於英國英格蘭倫敦南部的水晶宮地區，是一座大型的體育中心和田徑運動場。國家體育中心開業於1964年，地處水晶宮公園內，靠近舊水晶宮。這裡是英國的五個國家體育中心之一。體育中心的田徑場可以容納1.55萬人，並可臨時增加至2.4萬人，是國際田聯倫敦大獎賽的舉辦場地。

## 外部連結
- Crystal Palace National Sports Centre （页面存档备份，存于）